# IPad Pro (2-го поколения)
iPad Pro (2-го поколения) — планшетный компьютер из серии iPad, спроектированный, разработанный и продаваемый Apple. Две вариации iPad, с экранами 12,9 и 10,5 дюймов, были анонсированы 5 июня 2017 года. Обе модели совместимы с Apple Pencil первого поколения. Как и первое поколение, эти iPad Pro отличались от остальной линейки Apple бо́льшим размером и совместимостью со стилусом.
Новые iPad Pro отличались от первого поколения более мощным процессором Apple A10X Fusion, емкостью памяти до 512 ГБ и увеличенным дисплеем 10,5-дюймовой модели (у прошлого поколения был 9,7-дюймовый дисплей). После анонса в 2017 году производство моделей первого поколения было прекращено.
12,9-дюймовая версия была снята с производства 30 октября 2018 года после анонса iPad Pro 3-го поколения, однако производство 10,5-дюймовой версии продолжалось вместе с 11-дюймовой версией до 18 марта 2019 года, когда был выпущен iPad Air 3-го поколения.

## Производительность
«Сердцем» планшета iPad Pro 10.5 (2017) является процессор Apple A10X с 64-битной архитектурой 5-го поколения. В планшет также добавлен новый сопроцессор М10. По серии тестов Geekbench попавшим в прессу, быстродействие чипа Apple A10X в одноядерном режиме на 34 % выше, чем у его предшественника Apple A9X (представленного в сентябре 2015 года) — 4236 баллов против 3490, а в тестировании с использовании всех ядер чип оказался быстрее на 27 %: Apple A10X демонстрирует результат в 6588 балла против 5580 у Apple A9X. При сравнении быстродействия с более ранним чипом данной серии Apple A10 которые используются в смартфонах iPhone 7 (представленного в сентябре 2016 года), новый чип Apple A10X также демонстрирует превосходство: на 22 % в режиме тестирования одного ядра и на 20 % в многоядерном режиме. Также в данном тестировании интернет-планшет iPad Pro с чипом Apple A10X набрал больше баллов, чем 12-дюймовый ноутбук Apple MacBook в топовой конфигурации с 4-ядерным процессором Intel Core M — который показал быстродействие на уровне 3023 и 6430 баллов соответственно и потому в состоянии работать в «тяжёлых» приложениях (как, например, iMovie) наравне с настольными компьютерами.
Планшет вышел в трёх комплектациях — 64 гигабайта, 128 гигабайт и 256 гигабайт.

## Автономность
Время автономной работы до 10 часов в режиме веб-сёрфинга по интернету при подключении через Wi-Fi.

## Дисплей
- Дисплей Retina
- Дисплей Multi‑Touch диагональю 10,5 дюйма с подсветкой LED и технологией IPS.
- Расширенное цветовое покрытие DCI-P3
- iPad Pro 10,5 дисплей с разрешением 2224 на 1668 пикселей
- Олеофобное покрытие, устойчивое к появлению отпечатков пальцев
- Полностью ламинированный дисплей
- Антибликовое покрытие (изображение блёкнет на солнце на 58 % меньше)

## Камера

### Камера iSight
- iPad Pro 10,5 получил улучшенную 12 МП камеру.
- Автофокусировка
- Распознавание лиц
- Датчик освещённости на задней панели
- Пятилинзовый объектив
- Гибридный ИК‑фильтр
- Диафрагма ƒ/2.4
- Фотографии HDR
- Панорамная съёмка
- Серийная съёмка
- Фокусировка касанием при съёмке видео
- Стабилизация видео
- Трёхкратное увеличение при съёмке видео
- Покадровая съёмка
- Съёмка видео 1080р (30 кадров/с), 720р (60 кадров/с)

- Новый iPad Pro 10,5 поддерживает функцию «Живые фото».

Видео:
- iPad Pro 10,5 умеет снимать видео в 1080p на 30 или 60 fps, 4K видео на 30 fps, slo-mo видео в 1080p на 120 fps и в 720p на 240 fps.

### Передняя камера
- В версии 10,5 дюймов камера с разрешением 7 мегапикселей.

- HD-видео 720p, в версии на 10,5 дюймов камера умеет снимать в 1080p в Full HD
- Видеозвонки FaceTime по сети Wi‑Fi или сотовой сети
- Распознавание лиц

## Сотовая и беспроводная связь[8]

### Wi-Fi
- Wi‑Fi (802.11a/b/g/n/ac); два диапазона (2,4 ГГц и 5 ГГц)
- MIMO
- Технология Bluetooth 4.2

### Wi-Fi + Cellular
iPad Pro 10,5 поддерживают более быструю технологию LTE Advanced.
- Wi‑Fi (802.11a/b/g/n/ac); два диапазона (2,4 ГГц и 5 ГГц)
- MIMO
- Технология Bluetooth 4.2
- GSM/EDGE
- CDMA EV-DO Rev. A и Rev. B
- UMTS/HSPA/HSPA+/DC‑HSDPA
- LTE Advanced
- Только данные, без возможности голосовых вызовов по сотовой сети

## Размеры и внешний вид
- 10,5-дюймовый iPad Pro.

### Экран
10,5-дюймовый iPad Pro (2017) предлагает функцию, которая адаптирует цвета экрана под ваше окружение. Apple поработала над отражениями, яркостью и цветами, сделав экран нового iPad немного лучше, чем экраны предыдущих моделей.

### «Привет, Siri»
10,5-дюймовый iPad Pro может похвастаться всегда включенной функцией «Привет, Siri», которая позволяет вам активировать голосового ассистента, не прикасаясь к планшету.

## Критика
Макс Паркер из TrustedReviews и Гарет Бивис из TechRadar похвалили качественный звук и высокую производительность 10,5-дюймовой модели, но отметили, что она дорогая. Рассматривая 12,9-дюймовый iPad Pro второго поколения, Лорен Гуд из The Verge похвалила качественную камеру, процессор A10X и большой размер экрана, но заявила, что устройство могло быть дешевле.
У 12,9-дюймового iPad Pro часто возникали проблемы с подсветкой дисплея, проявляющиеся в виде ярких ореолов света в нижней части экрана.